# San Prospero Strinati
San Prospero Strinati o Villa San Prospero Strinati (San Pròsper di Strinée in dialetto reggiano) è un quartiere del comune di Reggio Emilia.

## Geografia fisica
San Prospero è situata nella zona nord della città, a 1,5 km dal centro storico, fra il tribunale e la zona industriale di Mancasale.

## Monumenti e luoghi d'interesse

### Architetture religiose
- Monastero di San Prospero. Il toponimo deriva dal nome del monastero di San Prospero[1] fuori le mura, ubicato all'estremo meridionale della frazione, venne fondato in epoca longobarda nel 703 dal vescovo Tommaso trasferendo le reliquie del santo patrono dalla precedente chiesa cittadina il 24 novembre, giorno in cui ancora oggi si celebra la festa di San Prospero. Alla fine del X secolo fu costruita in città la nuova Basilica di San Prospero che ne accolse le reliquie. Fra i più importanti monasteri benedettini della Val Padana, fu abbattuto dal duca di Modena nel XVI secolo per scopi di difesa militare.
- Chiesa parrocchiale. La chiesa parrocchiale di San Prospero Strinati, riedificata nel XVIII secolo in stile neoclassico, era anch'essa appartenente ai beni ecclesiastici del monastero che aveva contribuito a fondarla. A sancire il legame fra San Prospero e San Benedetto vi è un dipinto del XVIII secolo attribuito al pittore Bolognese Carlo Vandi raffigurante i due santi in atteggiamento estatico[2].

### Architetture civili
L'abitato, di recente espansione, ospita sul suo territorio i nuovi assi infrastrutturali della città fra cui il nuovo casello autostradale e i tre ponti dell'architetto spagnolo Santiago Calatrava, collocati sul nuovo asse stradale che collega Reggio a Bagnolo in Piano e Novellara.

### Aree naturali
Fra la chiesa parrocchiale e il ponte sud di Calatrava è situato il bosco urbano di Reggio Emilia, recente ricostruzione del bosco planiziale padano. La rinaturazione dell'area ha avuto inizio negli anni 2000 e si estende su una superficie di 31 ettari. Il bosco urbano è intitolato alla locale frazione e alle tre cosiddette "vele" (i ponti) di Calatrava.